# Бестерек (Уланський район)
Бестере́к (каз. Бестерек) — село у складі Уланського району Східноказахстанської області Казахстану. Входить до складу Аблакетського сільського округу.
Населення — 270 осіб (2021; 475 у 2009, 512 у 1999, 469 у 1989).
Національний склад станом на 1989 рік:
- казахи — 100 %